# 村山利雄
村山 利雄（むらやま としお、1920年9月23日 - 2020年9月24日）は、日本の経営者。日立造船社長を務めた。宮崎県都城市出身。

## 経歴
1941年に長崎高等商業学校を卒業し、同年に日立造船に入社。1975年5月に取締役に就任し、1977年6月に常務を経て、1979年6月に副社長に就任し、1983年6月から1988年6月までに社長を務めた。
2020年9月24日急性肺炎のために死去。100歳没。